# Amir Khan (boxeador)
Amir Iqbal Khan (Bolton, 8 de diciembre de 1986) es un deportista británico que compitió en boxeo.
Participó en los Juegos Olímpicos de Atenas 2004, obteniendo una medalla de plata en el peso ligero.
En julio de 2005 disputó su primera pelea como profesional. En diciembre de 2008 conquistó el título internacional de la AMB, en la categoría de peso ligero, en julio de 2011 ganó el título internacional de la IBF en el peso wélter ligero.
En su carrera profesional tuvo en total 40 combates, con un registro de 34 victorias y 6 derrotas.
En mayo de 2022 se retiró de la competición, después de 17 años de carrera profesional.

## Palmarés internacional
| Juegos Olímpicos | Juegos Olímpicos | Juegos Olímpicos | Juegos Olímpicos |
| Año              | Lugar            | Medalla          | Categoría        |
| ---------------- | ---------------- | ---------------- | ---------------- |
| 2004             | Atenas (Grecia)  | Medalla de plata | 60 kg            |

## Récord profesional
| 34 victorias (21 KOs), 5 derrotas |        |                       |      |               |            |                                                          | |
| Res.                              | Récord | Oponente              | Tipo | Rd., Tiempo   | Datos      | Localidad                                                | Notas |
| G                                 | 1–0    | David Bailey          | TKO  | 1 (4), 1:49   | 2005-07-16 | Bolton                                                   | Debut profesional. |
| G                                 | 2–0    | Baz Carey             | UD   | 4             | 2005-09-10 | Cardiff International Arena, Cardiff                     | |
| G                                 | 3–0    | Steve Gethin          | TKO  | 3 (4), 0:49   | 2005-11-05 | Braehead Arena, Glasgow                                  | |
| G                                 | 4–0    | Daniel Thorpe         | TKO  | 2 (4), 2:57   | 2005-12-10 | ExCeL Arena, Docklands, Londres                          | |
| G                                 | 5–0    | Vitali Martynov       | TKO  | 1 (6), 1:15   | 2006-01-28 | Nottingham Arena, Nottingham                             | |
| G                                 | 6–0    | Jackson Williams      | TKO  | 3 (6), 2:16   | 2006-02-25 | ExCeL Arena, Docklands, Londres                          | |
| G                                 | 7–0    | Laszlo Komjathi       | UD   | 6             | 2006-05-20 | King's Hall, Belfast                                     | |
| G                                 | 8–0    | Colin Bain            | TKO  | 2 (6), 2:20   | 2006-07-08 | Millennium Stadium, Cardiff                              | |
| G                                 | 9–0    | Ryan Barrett          | TKO  | 1 (6), 1:51   | 2006-09-02 | Bolton                                                   | |
| G                                 | 10–0   | Rachid Drilzane       | UD   | 10            | 2006-12-09 | ExCeL Arena, Docklands, Londres                          | |
| G                                 | 11–0   | Mohammed Medjadi      | TKO  | 1 (8), 0:55   | 2007-02-17 | Wembley Arena, Londres                                   | |
| G                                 | 12–0   | Steffy Bull           | TKO  | 3 (8), 1:45   | 2007-04-07 | Millennium Stadium, Cardiff                              | |
| G                                 | 13–0   | Willie Limond         | TKO  | 8 (12), 3:00  | 2007-07-14 | O2 Arena, Londres                                        | Gana el título de la Commonwealth del peso ligero.                                                                                |
| G                                 | 14–0   | Scott Lawton          | TKO  | 4 (12), 0:32  | 2007-10-06 | Nottingham Arena, Nottingham                             | Retiene el título Commonwealth del peso ligero.                                                                                   |
| G                                 | 15–0   | Graham Earl           | TKO  | 1 (12), 1:12  | 2007-12-08 | Bolton                                                   | Retiene el título Commonwealth del peso ligero.                                                                                   |
| G                                 | 16–0   | Gairy St. Clair       | UD   | 12            | 2008-02-02 | ExCeL Arena, Docklands, Londres                          | Retiene el título Commonwealth del peso ligero.                                                                                   |
| G                                 | 17–0   | Martin Kristjansen    | TKO  | 7 (12), 2:53  | 2008-04-05 | Bolton                                                   | Gana el título intercontinetal de la OMB del peso ligero.                                                                         |
| G                                 | 18–0   | Michael Gómez         | TKO  | 5 (12), 2:33  | 2008-06-21 | National Indoor Arena, Birmingham                        | Retiene el título intercontinetal de la OMB peso ligero.                                                                          |
| D                                 | 18–1   | Breidis Prescott      | KO   | 1 (12), 0:55  | 2008-09-06 | M.E.N. Arena, Mánchester                                 | Pierde el título intercontinetal de la OMB del peso ligero.                                                                       |
| G                                 | 19–1   | Oisin Fagan           | TKO  | 2 (12), 1:37  | 2008-12-06 | ExCeL Arena, Docklands, Londres                          | Gana el título internacional vacante de la AMB del peso ligero.                                                                   |
| G                                 | 20–1   | Marco Antonio Barrera | TD   | 5 (12), 2:36  | 2009-03-14 | M.E.N. Arena, Mánchester                                 | Retiene el título internacional de la AMB del peso ligero. Gana el título intercontinental vacante de la OMB del peso ligero.     |
| G                                 | 21–1   | Andreas Kotelnik      | UD   | 12            | 2009-07-18 | M.E.N. Arena, Mánchester                                 | Gana el Título Mundial de la AMB del peso superligero.                                                                            |
| G                                 | 22–1   | Dmitry Salita         | TKO  | 1 (12), 1:16  | 2009-12-05 | Metro Radio Arena, Newcastle                             | Retiene el Título Mundial de la AMB del peso superligero.                                                                         |
| G                                 | 23–1   | Paulie Malignaggi     | TKO  | 11 (12), 1:25 | 2010-05-15 | Madison Square Garden, Nueva York                        | Retiene el Título Mundial de la AMB del peso superligero.                                                                         |
| G                                 | 24–1   | Marcos Maidana        | UD   | 12            | 2010-12-11 | Mandalay Bay Resort & Casino, Las Vegas                  | Retiene el Título Mundial de la AMB del peso superligero.                                                                         |
| G                                 | 25–1   | Paul McCloskey        | TD   | 6 (12), 2:30  | 2011-04-16 | M.E.N. Arena, Mánchester                                 | Retiene el Título Mundial de la AMB del peso superligero.                                                                         |
| G                                 | 26–1   | Zab Judah             | KO   | 5 (12), 2:47  | 2011-07-23 | Mandalay Bay Resort & Casino, Las Vegas                  | Retiene el Título Mundial de la Super AMB del peso superligero. Gana el Título Mundial de la IBF del peso superligero.            |
| D                                 | 26–2   | Lamont Peterson       | SD   | 12            | 2011-12-10 | Walter E. Washington Convention Center, Washington D. C. | Pierde los Títulos Mundiales de la Super AMB y de la IBF del peso superligero.                                                    |
| D                                 | 26–3   | Danny García          | TKO  | 4 (12), 2:31  | 2012-07-14 | Mandalay Bay Resort & Casino, Las Vegas                  | Pierde el Título Mundial de la Super AMB del peso superligero. Por los Títulos Mundiales del CMB y The Ring del peso superligero. |
| G                                 | 27–3   | Carlos Molina         | TKO  | 10 (12), 3:00 | 2012-12-15 | Los Ángeles Memorial Sports Arena, Los Ángeles           | gana el título interino plata del CMB del peso superligero.                                                                       |
| G                                 | 28–3   | Julio Díaz            | UD   | 12            | 2013-04-27 | Motorpoint Arena, Sheffield                              | |
| G                                 | 29–3   | Luis Collazo          | UD   | 12            | 2014-05-03 | MGM Grand, Las Vegas                                     | Gana el título plata vacante del CMB y el título internacional de la AMB del peso wélter.                                         |
| G                                 | 30–3   | Devon Alexander       | UD   | 12            | 2014-12-13 | Mandalay Bay Resort & Casino, Las Vegas                  | Retiene el título plata del CMB del peso wélter.                                                                                  |
| G                                 | 31–3   | Chris Algieri         | UD   | 12            | 2015-05-29 | Barclays Center, Nueva York                              | Retiene el título plata del CMB del peso wélter.                                                                                  |
| D                                 | 31–4   | Saúl Álvarez          | KO   | 6 (12), 2:37  | 2016-05-07 | T-Mobile Arena, Las Vegas                                | Por el Título Mundial del CMB del peso mediano. Pelea en 155 lb.                                                                  |
| G                                 | 32–4   | Phil Lo Greco         | TKO  | 1 (12), 0:39  | 2018-04-21 | Echo Arena, Liverpool                                    | |
| G                                 | 33–4   | Samuel Vargas         | UD   | 12            | 2018-09-08 | Arena Birmingham, Birmingham                             | |
| D                                 | 33–5   | Terence Crawford      | TKO  | 6 (12), 0:47  | 2019-04-20 | Madison Square Garden, Nueva York                        | Por el Título Mundial de la OMB del peso wélter                                                                                   |
| G                                 | 34–5   | Billy Dib             | TKO  | 4 (12), 1:06  | 2019-07-12 | King Abdullah Sports City, Yeda                          | |
| D                                 | 34–6   | Kell Brook            | TKO  | 6 (12)        | 2022-02-19 | Manchester Arena, Mánchester                             | |